# Cristofano Allori

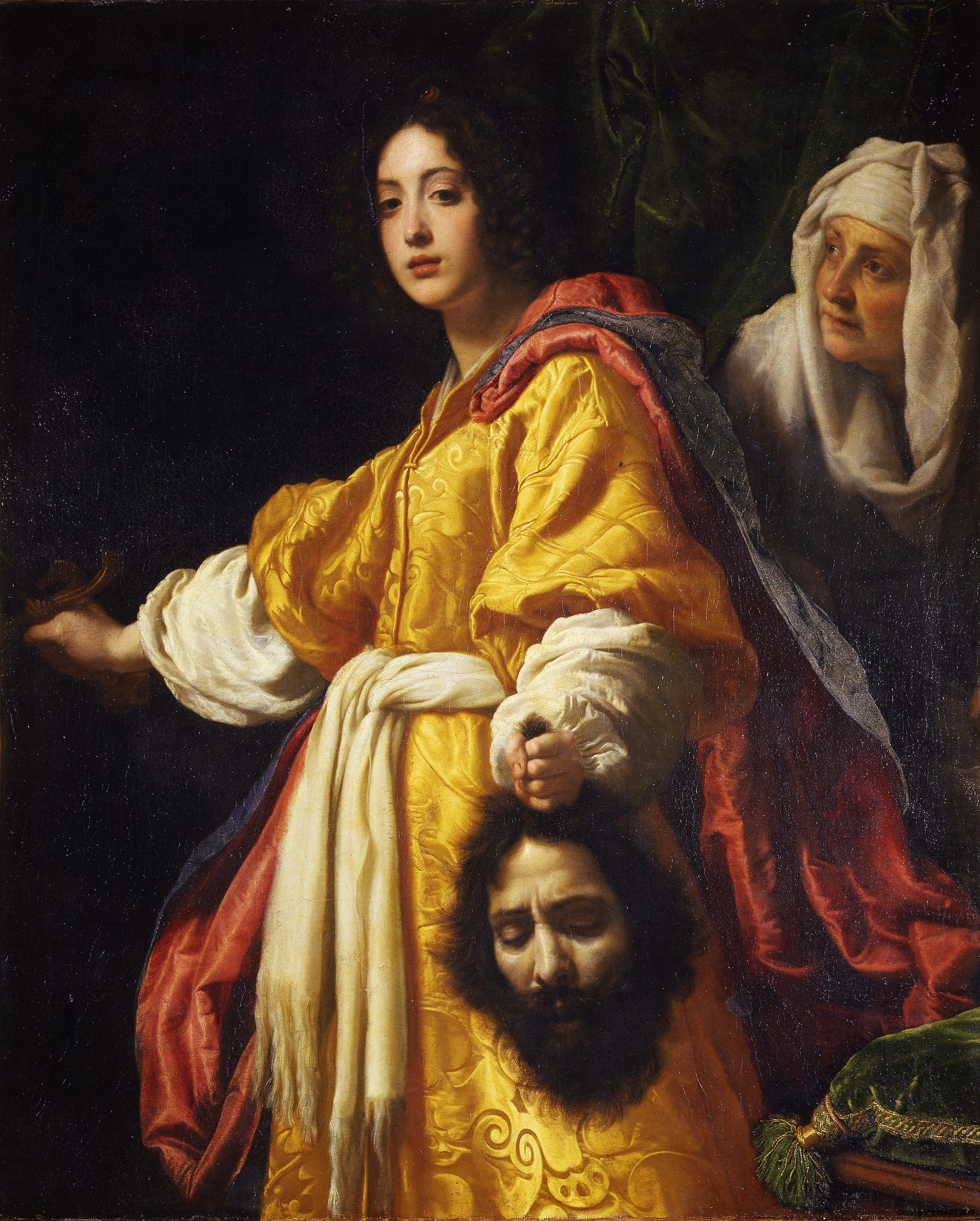
Judith amb el cap d'Holofernes

Cristofano Allori (17 d'octubre de 1577 - 1 d'abril de 1621) va ser un pintor de retrats italià del final de l'escola manierista florentina. Allori va néixer a Florència i va rebre les seves primeres lliçons de pintura del seu pare, Alessandro Allori, però no estant satisfet amb el dur dibuix anatòmic i els colors freds del seu pare, va entrar en el taller de Gregorio Pagani (1558-1605) que era un dels líders del final de l'escola florentina, que va buscar unir la riquesa de colors dels venecians amb el dibuix perfecte de les disciplines de Michelangelo Buonarroti.
Allori es va convertir en un dels alumnes més destacats de la seva escola. Les seves pintures es distingeixen per la seva propera adherència a la naturalesa i la delicadesa i perfecció tècnica de la seva execució. Les seves capacitats tècniques es mostren amb el fet que diverses còpies que va fer per a Correggio van semblar ser duplicats fets pel mateix Correggio. La seva extrema meticulositat va limitar el nombre d'obres. Diverses d'elles es poden veure a Florència.
Entre les seves millors obres es troba Judith amb el cap d'Holofernes, al Palau Pitti.
El model de Judith va ser la seva senyora, Mazzafirra, que també està representada en la seva Magdalena; i el cap d'Holofernes se suposa generalment que representa a ell mateix. Altre exemplar d'aquesta pintura es custodia en el Palau de Llíria de Madrid (Casa d'Alba).